# 스캣

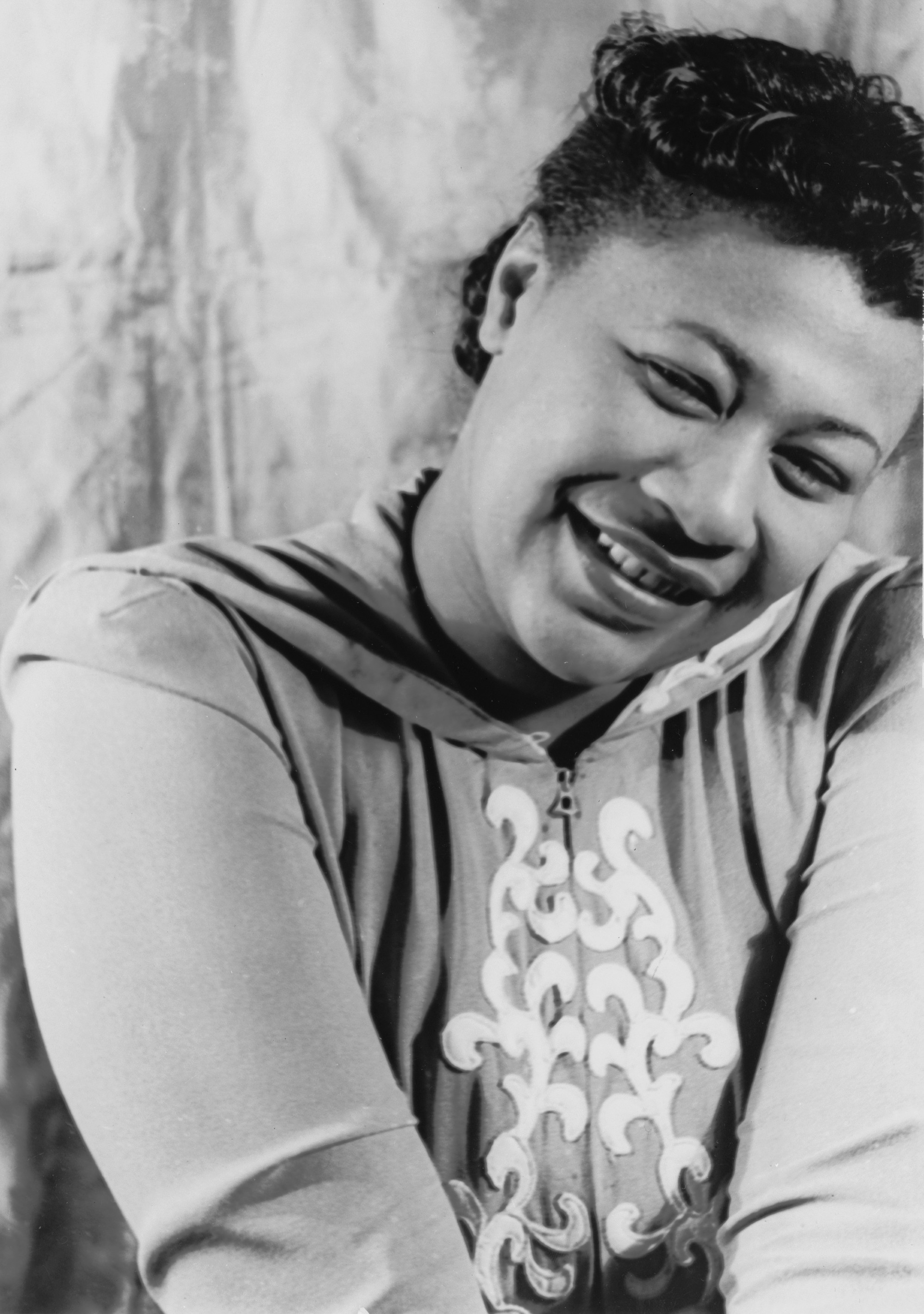
엘라 피츠제럴드는 일반적으로 재즈 역사에서 가장 위대한 스캣 가수 가운데 한 사람으로 여겨진다.

스캣(Scat) 창법이란 가사 대신에 뜻이 없는 말로 즉흥적으로 프레이즈를 만들면서 부르는 것 또는 아무 뜻도 없는 소리로 가사를 대신해서 흥얼거리는 것을 말하는 것으로 재즈 보컬이 주로 사용한다. 스캣 창법은 가수들로 하여금 즉흥적인 멜로디와 리듬을 노래할 수 있게 함으로써 그들의 목소리를 활용하여 악기와 맞먹는 소리를 낼 수 있게 해준다.

## 역사
일반적으로는 1926년 루이 암스트롱이 녹음한 “Heebie Jeebies”가 최초로 스캣이 들어간 노래로 알려져 있지만, 사실은 좀 더 이른 시기의 많은 사례가 있다. 초창기 래그타임 스캣 가수의 달인 가운데 진 그린이 있는데, 그는 1911년에서 1917년 동안 “King of the Bungaloos”와 기타 노래들을 스캣 합창으로 녹음한 사람이다. 엔터테이너 알 졸슨은 1911년에 녹음한 “That Haunting Melody”라는 노래 중간에 스캣을 몇 소절 불렀다.
일각에서는 스캣이 아프리카 전통 음악에 기원한다고 주장하고 있다. 많은 아프리카 음악에서 사람의 목소리와 악기는 일종의 음악적 동등성을 띠고 있기 때문에 때로는 거의 구분이 안 가도록 음색에 있어서 매우 가깝고 음악구조 내에서 떼려야 뗄 수 없을 정도로 뒤엉켜 있다.

## 힙합에서의 사용
많은 힙합 음악 가수들과 래퍼들은 랩의 운율에 맞추기 위해 스캣 창법을 종종 사용하기도 한다. 힙합 그룹 소울즈 오브 미스치프의 멤버 타자이는 《랩을 하는 방법(How to Rap)》이라는 책에서 다음과 같이 말하였다. “때때로 나의 리듬은 스캣 창법으로 만들어진다. 나는 보통 스캣 창법으로 뼈대를 만든 다음 거기에 가사들을 채워 넣는다.” 또 다른 그룹 라이프사바스 역시 이와 비슷한 방법으로 음악 작업을 하고 있다고 밝혔다. 래퍼 테크 나인은 이러한 방법이 정확히 어떻게 적용되는지를 보여주는 녹음을 한 적이 있는데, 워싱턴포스트 지가 이를 취재하였다.

## 같이 보기
- 스캣 가수 목록
- 비트박스
- 아카펠라
- 프리재즈